# Sarrión
Sarrión es un municipio de la comarca Gúdar-Javalambre en la provincia de Teruel, en la comunidad autónoma de Aragón, España. Tiene un área de 140,44 km², su  población es de 1216 habitantes (INE 2024) y una densidad de 8,01 hab/km². Comprende el núcleo de población de La Escaleruela.

## Geografía

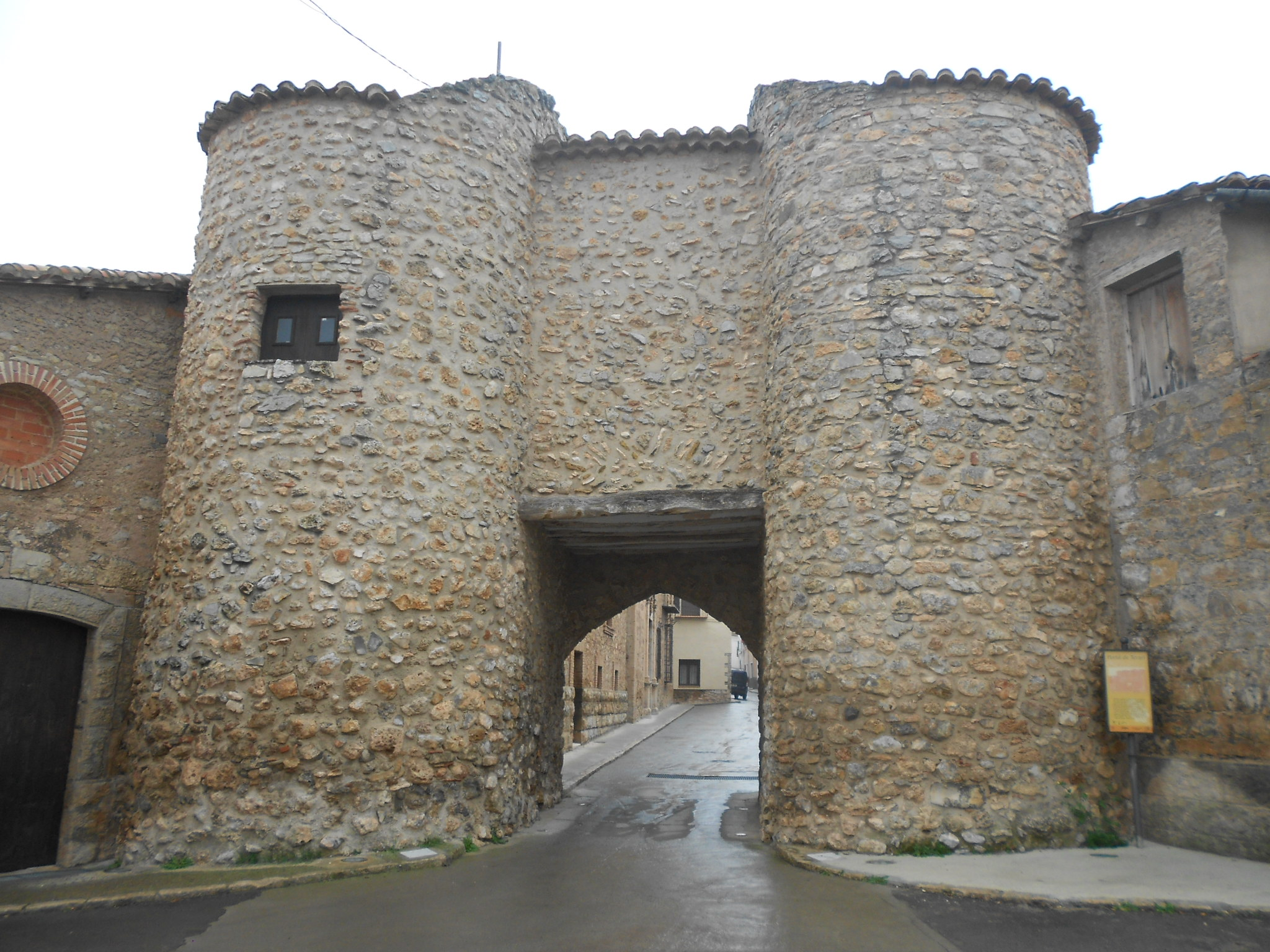
Portal de Teruel, el único portal que no fue volado en las Guerras Carlistas.

Integrado en la comarca de Gúdar-Javalambre, se sitúa a 38 km de Teruel. El término municipal está atravesado por la autovía Mudéjar (A-23), y por la carretera nacional N-234, entre los pK 77 y 89, además de por la carretera autonómica A-228 que conecta con Mora de Rubielos. El relieve del municipio está definido por la depresión del río Mijares por el norte y por la sierra de Javalambre al oeste. En la zona serrana destacan el Cerro de la Creventada (1408 m) y el Cerro de la Muela (1455 m). La altitud oscila entre los 1660 m, cerca del límite con La Puebla de Valverde, y los 830 m a orillas del río Mijares. El pueblo se alza a 981 m sobre el nivel del mar.
| Noroeste: La Puebla de Valverde | Norte: Valbona | Nordeste: Mora de Rubielos |
| Oeste: La Puebla de Valverde    |                | Este: Albentosa            |
| Suroeste: La Puebla de Valverde | Sur: Manzanera | Sureste: Albentosa         |

## Historia
El origen del municipio se presupone de la época en que los celtíberos habitaban la península. Esta población debió de asentarse en la localidad, dado que de esos tiempos datan los restos encontrados en el yacimiento de «El Quemao». En época romana, existía una calzada que cruzaba el pueblo y cuyo origen era Bilbilis, cerca de la actual Calatayud, llegando hasta Saguntum.
Por su situación geográfica, en la Edad Media Sarrión fue baluarte defensivo de toda la comarca del Alto Mijares. Se dice que el Cid pudo pasar por esta localidad camino de Valencia. En cualquier caso, su reconquista al poder musulmán tuvo lugar en el siglo XIII y, una vez constituida la Comunidad de aldeas de Teruel, estuvo incluida en la sesma del Campo de Sarrión.
En época mucho más reciente, las guerras Carlistas tuvieron una gran incidencia en Sarrión. El 9 de mayo de 1843, los carlistas invadieron Sarrión y un batallón de soldados voló seis de los siete portales que tenía el municipio; actualmente, solo el Portal de Teruel queda en pie como recuerdo de tiempos pasados.
En 1845, el historiador Pascual Madoz relata que Sarrión «se compone de 440 casas de mala construcción... la iglesia parroquial (San Pedro) y un convento que fue de franciscos, el cual se fortificó durante la guerra civil», en alusión a las guerras Carlistas.
En cuanto a la agricultura, hace notar que el terreno es llano —a excepción de la parte de Javalambre— y todo de secano, y que el municipio rendía trigo, centeno, cebada y avena. Indica también que existían varios telares de lienzo en la localidad.

### Guerra Civil
En el siglo XX, hubo dos importantes batallas en la localidad durante la Guerra Civil. En la primera batalla de Sarrión —junio de 1938—, el Cuerpo de Ejército de Castilla, al mando del teniente general Varela, se enfrentó a la Unidad Táctica Especial del Ejército de Levante al mando del general Jiménez. Tuvo especial protagonismo la zona de la «Muela de Sarrión», que el Ejército de Franco ocupó el 23 de junio y donde se empezaron a construir posiciones defensivas. El coste humano de la operación fue muy elevado, pues entre los dos bandos hubo alrededor de 5000 bajas. El «Barranco de la Hoz» quedó como línea divisoria entre ambos ejércitos. El 25, 26 y 29 de junio, el Ejército de la República intentó recuperar el enclave, fracasando en su objetivo.
La segunda batalla de Sarrión tuvo lugar en septiembre de 1938, cuando el ejército de la República lanzó una ofensiva contra la División 85 del Ejército de Franco para aliviar la presión que este ejercía en la zona del Ebro.
El 18 de septiembre, después de una preparación artillera, se inició el ataque de la infantería republicana hacia la Muela de Sarrión. Tras sufrir numerosas bajas, los atacantes se vieron obligados a retirarse y, aunque al día siguiente continuaron los ataques republicanos, tampoco lograron ocupar el objetivo, siendo rechazados nuevamente.
Esta fue una de las últimas acciones de resistencia del ejército republicano antes de que quedara definitivamente zanjada la batalla de Teruel.

## Demografía
Sarrión cuenta con una población de 1216 habitantes (INE 2024).
| Gráfica de evolución demográfica de Sarrión entre 1842 y 2021                                                       |
| |
| Población de derecho según los censos de población del INE Población de hecho según los censos de población del INE |

Alcanzó su techo demográfico, 2370 habitantes, en 1930, justo antes de la Guerra Civil. No obstante, en el siglo XXI, su población ha aumentado debido al auge de la recolección de trufas.
En el fogaje de 1495 —censo ordenado por Fernando el Católico—, Sarrión figura con 94 «fuegos» u hogares, lo que equivale a unos 400 habitantes.

### Población por núcleos
Desglose de población según el Padrón Continuo por Unidad Poblacional del INE.

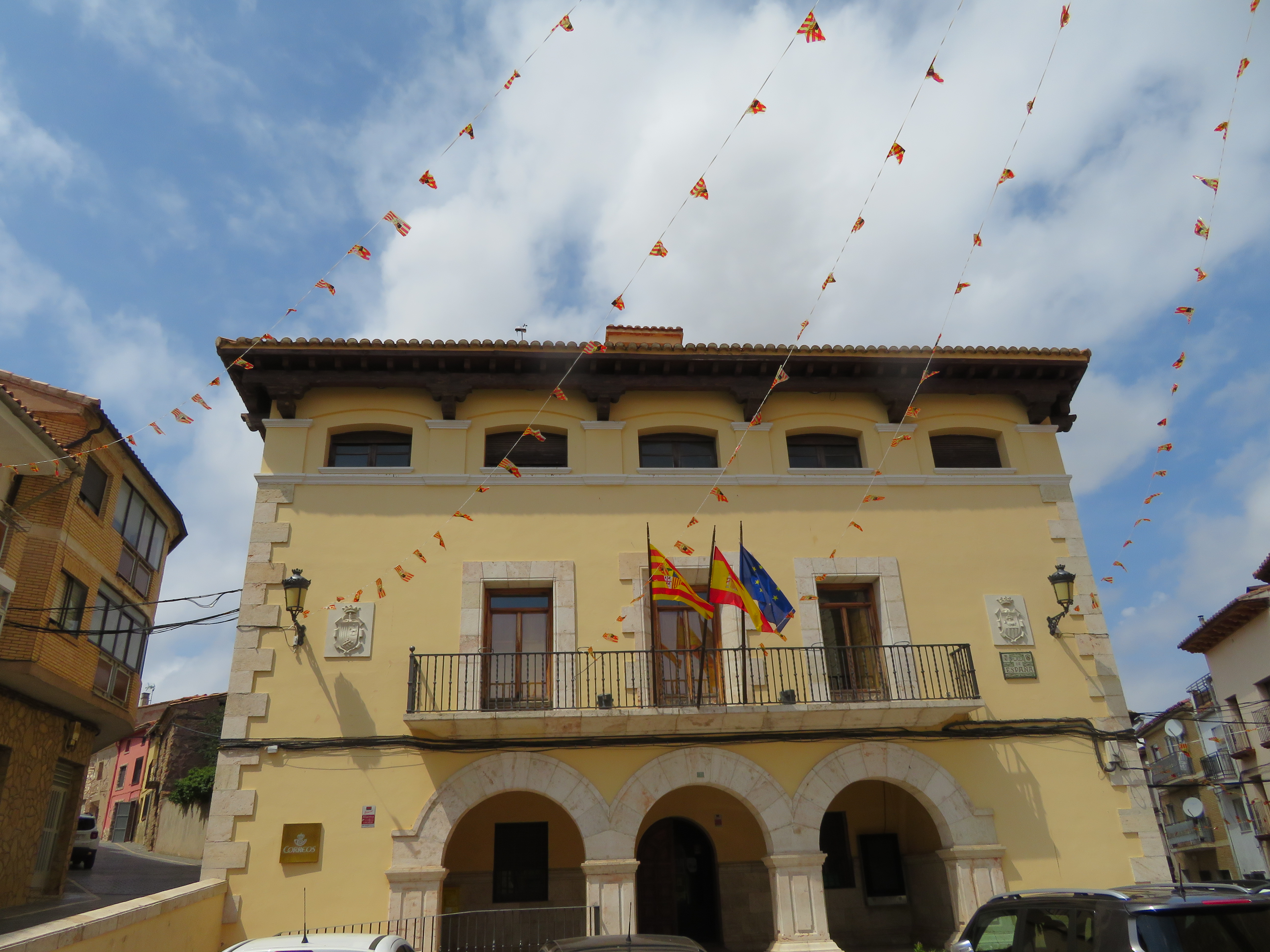
Ayuntamiento de Sarrión

| Núcleos        | Habitantes (2014) | Varones | Mujeres |
| -------------- | ----------------- | ------- | ------- |
| La Escaleruela | 18                | 10      | 8       |
| Sarrión        | 1134              | 605     | 529     |

## Administración y política
| Período             | Alcalde                                      | Partido | Partido |
| ------------------- | -------------------------------------------- | ------- | ------- |
| 1979-1980 1980-1983 | José Vicente Aparicio Juan José Edo Alcodori | UCD     |         |
| 1979-1980 1980-1983 | José Vicente Aparicio Juan José Edo Alcodori | UCD     |         |
| 1983-1987           |                                              |         |         |
| 1987-1991           |                                              |         |         |
| 1991-1995           | Emilio Bolós Guillén                         | PSOE    |         |
| 1995-1999           | Alberto Fontestad Planes                     | PP      |         |
| 1999-2003           | Alberto Fontestad Planes                     | PP      |         |
| 2003-2007           |                                              |         |         |
| 2007-2011           |                                              |         |         |
| 2011-2015           | Narciso Martín Novella                       | PAR     |         |
| 2015-2019           | Jorge Redón Garcés                           | PSOE    |         |
| 2019-2020           | Ramón Quiles                                 | PAR     |         |
| 2020-2023           | Ana de Miguel                                | PAR     |         |
| 2023-               | Estefanía Doñate                             | PP      |         |

| Partido político    | Partido político                                   | 2003   | 2007   | 2011   | 2015   | 2019   | 2023   |
| Partido político    | Partido político                                   | Ediles | Ediles | Ediles | Ediles | Ediles | Ediles |
|                     | Partido de los Socialistas de Aragón (PSOE-Aragón) | 2      | 2      | 3      | 4      | 3      | 2      |
|                     | Partido Aragonés (PAR)                             | 2      | 4      | 3      | 2      | 2      | 1      |
|                     | Chunta Aragonesista (CHA)                          | 2      | 1      | 1      | 2      | 2      | 2      |
|                     | Partido Popular de Aragón (PP)                     | 3      | 2      | 2      | 1      | 2      | 3      |
|                     | Teruel Existe (TE)                                 | —      | —      | —      | —      | —      | 1      |
| Total de concejales | Total de concejales                                | 9      | 9      | 9      | 9      | 9      | 9      |

### Evolución de la deuda viva
El concepto de deuda viva contempla solo las deudas con cajas y bancos relativas a créditos financieros, valores de renta fija y préstamos o créditos transferidos a terceros, excluyéndose, por tanto, la deuda comercial.
| Gráfica de evolución de la deuda viva del ayuntamiento entre 2008 y 2014                             |
| |
| Deuda viva del ayuntamiento en miles de Euros según datos del Ministerio de Hacienda y Ad. Públicas. |

La deuda viva municipal por habitante en 2014 ascendía a 106,77 €.

## Patrimonio

### Arquitectura religiosa

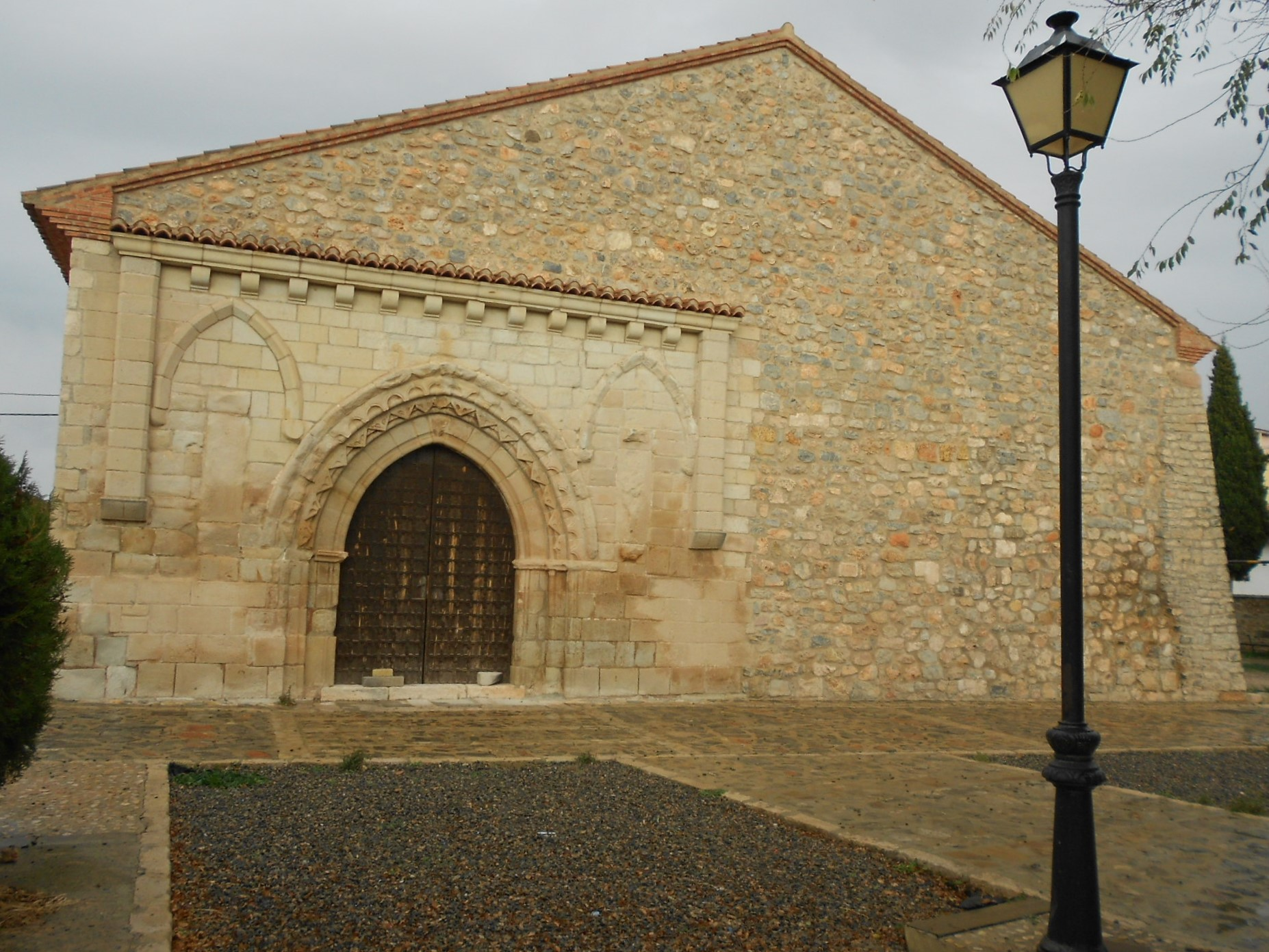
Ermita de la Sangre de Cristo, sencillo templo de mampostería y sillar, reconstruido en 1990.

En el centro de la localidad se alza la iglesia de San Pedro. Esta construcción de mampostería y cantería se levantó en el siglo XVII. Tiene planta jesuítica y destaca su rica decoración de esgrafiados en el interior. En el exterior se eleva su torre de tres cuerpos, en los que la bicromía blanco/rojo de la piedra y el ladrillo, crea un atractivo efecto visual. A poca distancia se alza el grueso tambor que hace de base para la bonita cúpula del crucero.
De especial interés es la ermita de la Sangre de Cristo, resultado de la evolución de un templo románico.
Reconstruida en numerosas ocasiones por los daños ocasionados en sucesivas guerras, es la primitiva iglesia parroquial del municipio y una de las iglesias más antiguas de la provincia de Teruel.
La ermita data del siglo XIII, mientras que la más significativa reforma se llevó a cabo en el siglo XIV, cuando se reorientó el templo. El edificio actualmente visible corresponde en gran medida a la reconstrucción llevada a cabo en la década de 1990, ya que el templo se encontraba en ruinas.
Es un sencillo edificio de mampostería y sillar, de planta rectangular y testero recto.
En el exterior se puede apreciar la portada original, que abre en arco apuntado con tres arquivoltas.
Otra ermita, situada a las afueras de la población, es la de San Roque. De planta de cruz latina, tiene soportal de acceso.
El antiguo convento de San Bartolomé es un edificio construido por los mercedarios a principios del siglo XVIII. De su configuración inicial poco se sabe, ya que el edificio sufrió grandes transformaciones tras la Guerra Civil al ser reconstruido por la Dirección General de Regiones Devastadas. En la actualidad acoge la casa de cultura y la biblioteca municipal.

### Arquitectura civil

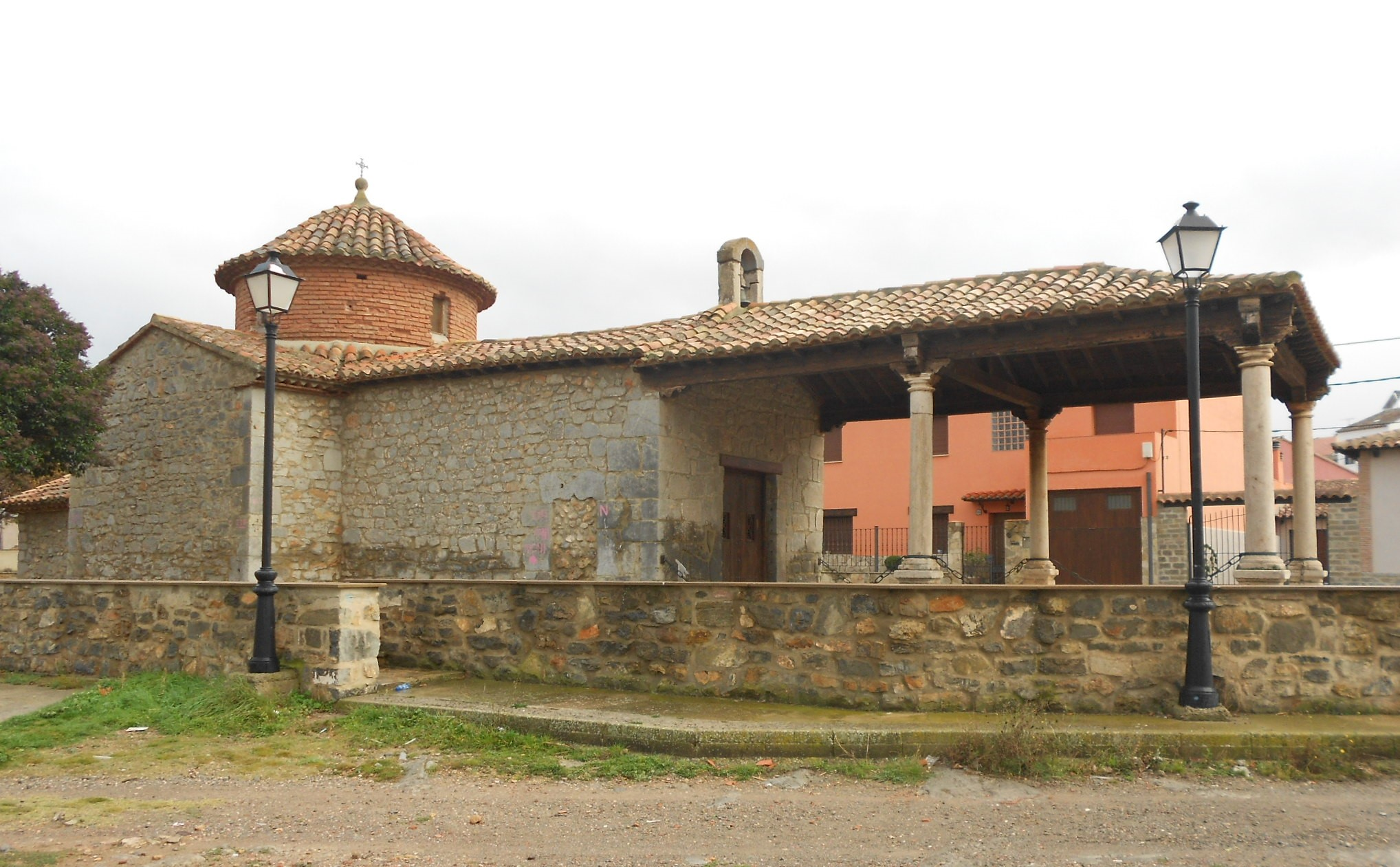
Ermita de San Roque, con soportal de acceso.

El portal de Teruel es una de las siete puertas con las que contaba el recinto amurallado de la villa en el siglo XIII.
Es una construcción de mampostería que aloja un paso cubierto flanqueado por dos torreones de planta semicircular.
Al exterior presenta un alzado macizo, siendo las únicas aberturas el paso adintelado y una sencilla ventana en el torreón Este.
Su portada recuerda a la típica fortificación de castillo-fortaleza con dos semicírculos fortificando la puerta. Su arco ojival conforma la fachada interior.
Su interior alberga una capilla dedicada a la Virgen del Pilar, construida en época moderna. Se sitúa sobre el forjado de vigas de madera que cubre el paso y se accede a ella por una escalera desde la base del torreón Oeste.
Otro edificio notable es la Casa de los Monterde, construida en el siglo XVI. De planta rectangular, tiene dos alturas y su fábrica es de mampostería.
Destaca en la planta baja su gran portada adintelada.

### Patrimonio natural

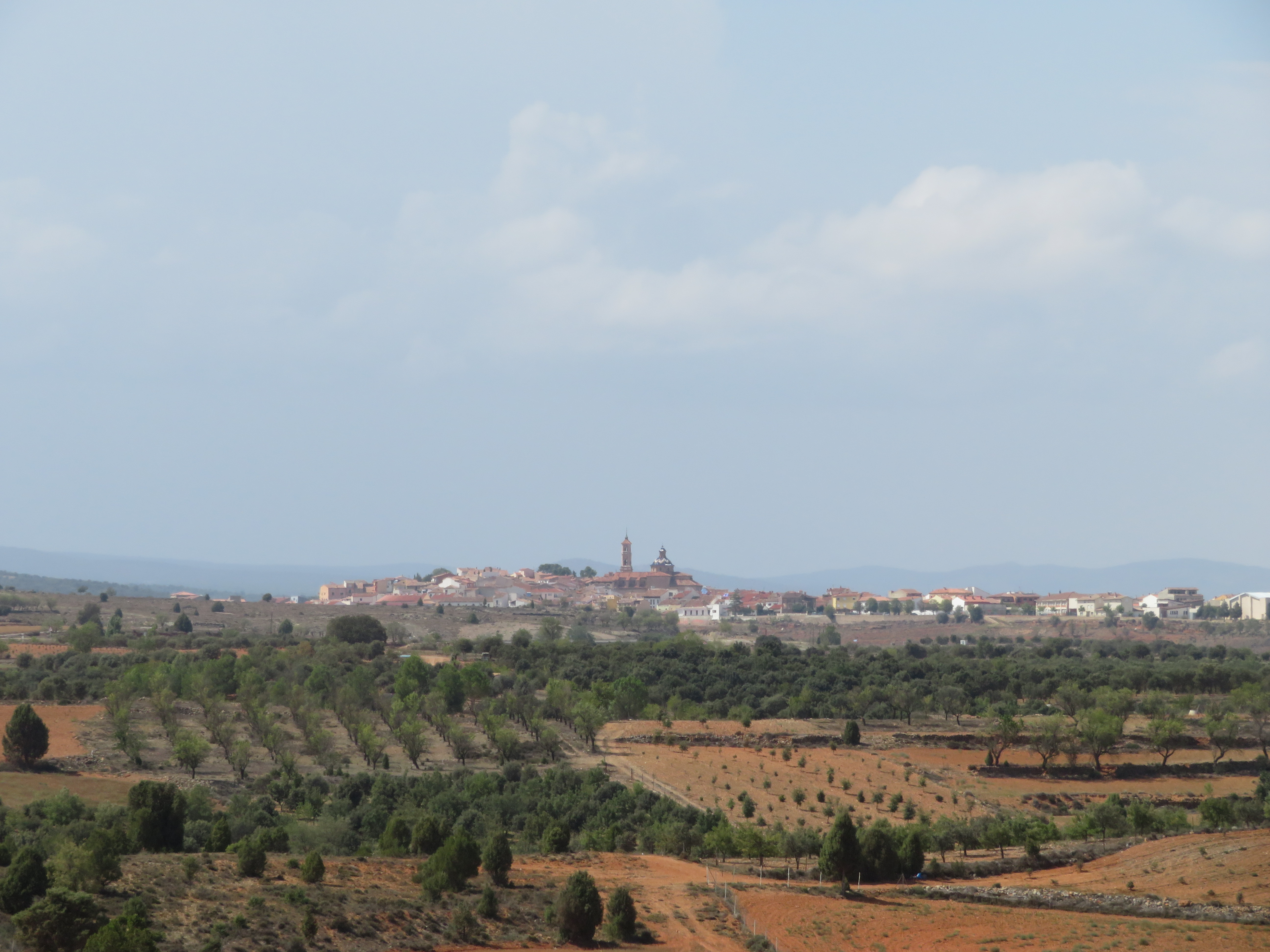
Término municipal de Sarrión

El término municipal de Sarrión cuenta con abundantes fuentes como la de Abricuesta, del Enebro y del Cautivo en las faldas de Javalambre.
La de la Escaleruela, a orillas del río Mijares, está a solo 5 km de la localidad en el barrio homónimo, y constituye un bello paraje.

### Museo de la Guerra
El municipio cuenta con un centro de interpretación que versa sobre la Batalla de Sarrión.
Además, se han rehabilitado las fortificaciones defensivas que se construyeron con motivo de la Guerra Civil, que tanto impacto tuvo en la localidad, iniciativa promovida por el Ayuntamiento, el Gobierno de Aragón y la Unión Europea.
El proyecto ha seguido los criterios de conservación de las formas originales y ha respetado el entorno natural que las rodea.
Existe una ruta que comienza al suroeste del núcleo urbano y que, tras recorrer 11 km de fácil acceso hacia la sierra, permite conocer el patrimonio histórico-militar y contemplar el enclave natural de la sierra de Javalambre.

## Patrimonio inmaterial
- En el mes de marzo se celebra el festival Trincheras Rock.
- Durante el fin de semana más próximo al día 3 de mayo, tiene lugar una fiesta en la ermita de Santa Cruz. Una fiesta en la que todos los habitantes y veraneantes del municipio realizan una verbena campestre.

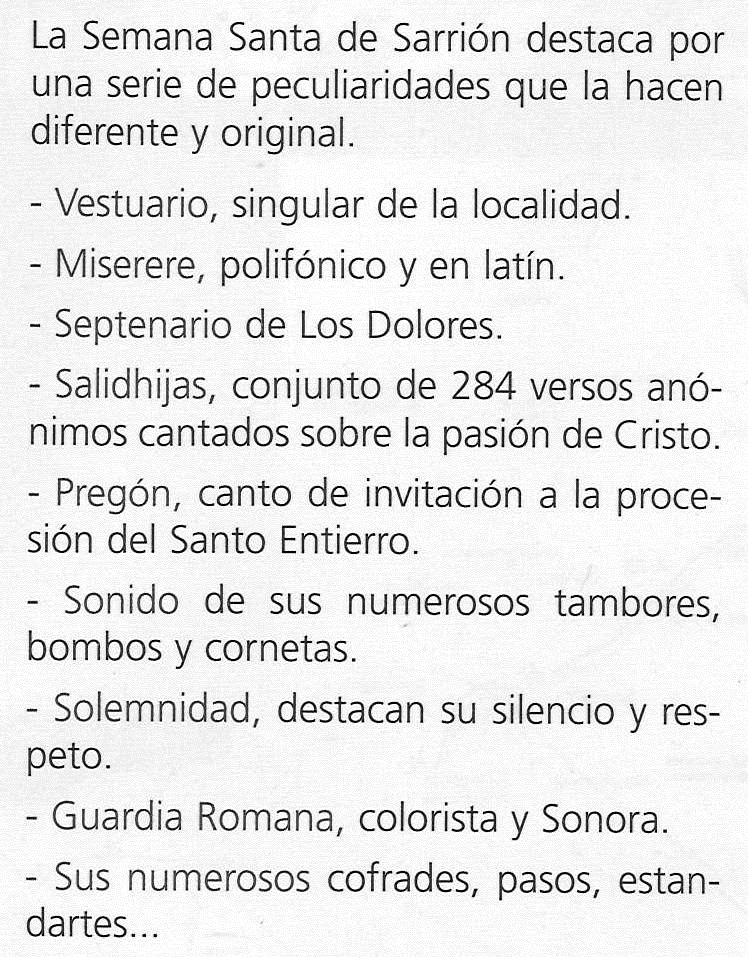
Singularidades de la Semana Santa

- La Semana Santa de Sarrión, declarada de Interés Turístico de Aragón,[18] cuenta con una de las cofradías más antiguas de España, la «Cofradía de la Sangre de Cristo», que data del año 1500. Entre otros actos, se realizan tres importantes procesiones: la del Pregón o «Salidhijas», que tiene lugar el Viernes Santo por la mañana; la procesión del Santo Entierro, el Viernes Santo por la noche; y la procesión de la Soledad, con un miserere en latín, el sábado por la tarde.[19]
- La semana más próxima al 15 de agosto se celebra la Asunción de la Virgen, constituyendo las fiestas más importantes del municipio. Durante todos los días hay vaquillas y, por la noche, «toro embolado» que se someten a uno de los concursos de ganaderías por comunidades más importantes a nivel nacional. La semana anterior, tiene lugar la Semana Cultural y Deportiva. Alrededor de 35 peñas disfrutan de estos días en sus locales. Para organizar todas estas fiestas cada año las personas que cumplen 45 y 20 años se reúnen para formar la comisión de fiestas y organizar las festividades.
- El tercer fin de semana de septiembre se celebran las fiestas patronales, en honor de la Virgen de Mediavilla.

## Sarrión y la trufa

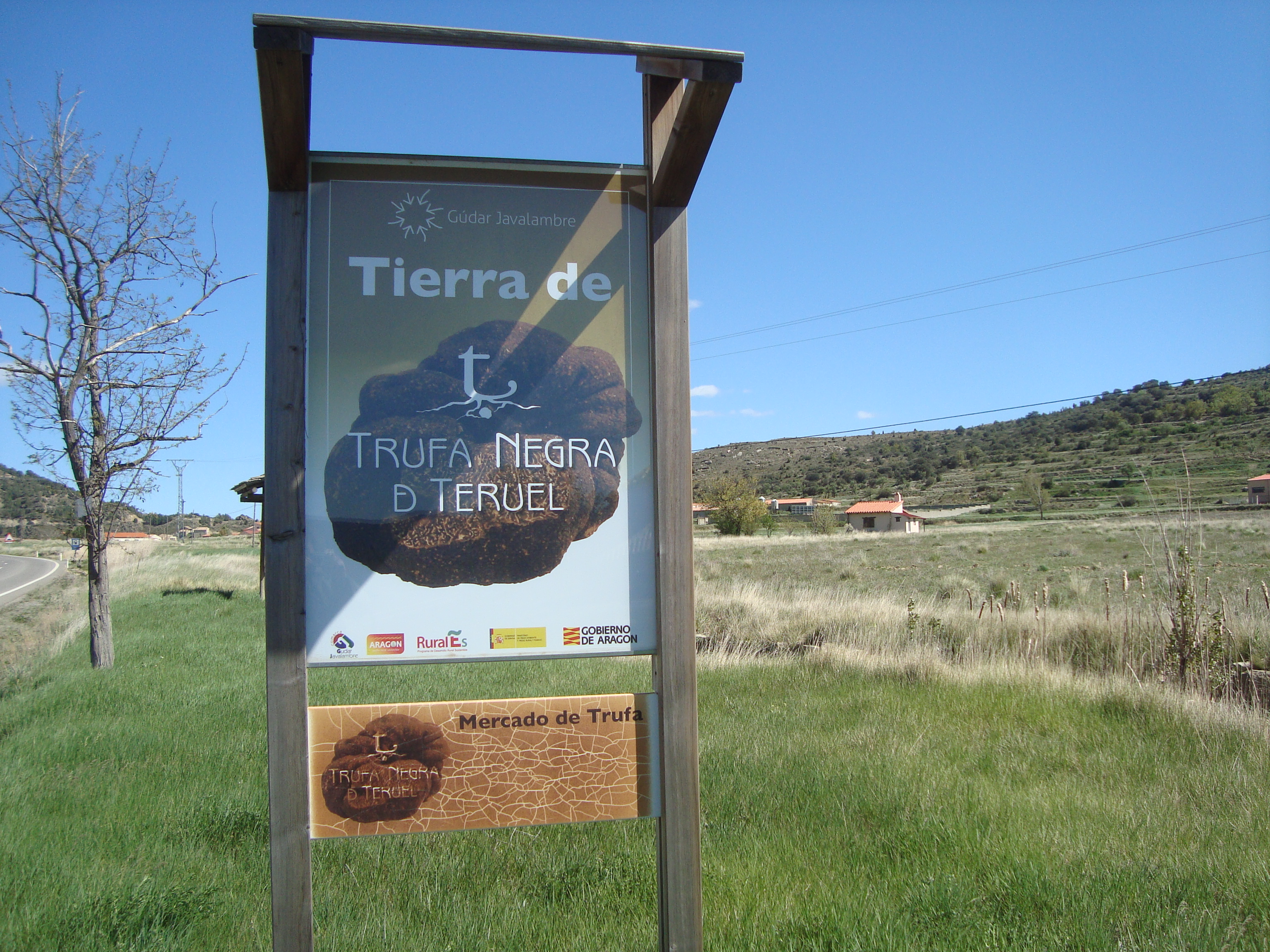
Anuncio de un mercado de trufa negra en la región

La Feria Internacional de la Trufa, FITRUF, tiene lugar en el recinto ferial de Sarrión y se viene celebrando a primeros de diciembre desde su primera edición en 2001. La organización de esta feria en la localidad se debe a que el municipio reúne, de acuerdo a los expertos, unas de las mejores condiciones de Europa para el cultivo de este preciado hongo.
Las excelentes condiciones ambientales, sumadas a la experiencia de los truficultores, han convertido a Sarrión en «la capital española de la trufa negra» (Tuber melanosporum). Capaz de competir en calidad con las procedentes de Francia, hasta hace poco consideradas como las mejores del mundo, el mercado de Sarrión es uno de los que fija el precio del producto a escala europea.
La comisión de fiestas y la asociación de mujeres realizan todo tipo de platos con la inclusión de trufa para los visitantes del recinto feriado.
La feria, organizada por el Ayuntamiento de Sarrión con la colaboración de otras administraciones públicas, entidades financieras y asociaciones del sector, está concebida como una feria sectorial y monográfica, destinada fundamentalmente a profesionales. No obstante, se permite y se promociona la asistencia de público en general, con el objetivo de aumentar el conocimiento acerca de este producto y sus formas de conservación y utilización. Con ese motivo se organizan cursos de cocina, concursos de cocina trufada y un concurso de búsqueda de trufa con perros.